# Caitaso
Caitaso (Kaitasu, Kaitaso) ist eine osttimoresische Aldeia im Suco Faturasa (Verwaltungsamt Remexio, Gemeinde Aileu). 2015 lebten in der Aldeia 49 Menschen.

## Geographie
Die Aldeia Caitaso liegt im Südwesten des Sucos Faturasa. Nordwestlich befindet sich die Aldeia Faculau und nordöstlich die Aldeia Raemerhei. Im Westen grenzt Caitaso an den Suco Fadabloco und im Süden an das Verwaltungsamt Lequidoe mit seinem Suco Faturilau. An der Grenze zu Fadabloco und Faturilau fließt der Hatomeco. Er verbindet sich im Osten mit dem Sulinsorei, dem Grenzfluss zu Raemerhei, zum Fluss Noru. Die Flüsse gehören zum System des Nördlichen Laclós.
Von Norden führt eine kleine Straße in die Aldeia Caitaso hinein. Sie endet im Norden im Dorf Centro.

## Politik
Bei den Kommunalwahlen in Osttimor 2009 wurde Miguel Mendonca zum Chefe de Aldeia gewählt. Die nächsten Wahlen fanden 2016 und 2023 statt.